# Emmanuel Hostache
Emmanuel Hostache, né le 18 juillet 1975 à La Mure et mort le 30 mai 2007 à Siegen (Allemagne), est un athlète français. Il fut également membre du bobsleigh à quatre français.

## Biographie
Spécialiste du lancer du poids, spécialité dont il a détenu le record de France chez les juniors, il a connu des sélections (10) entre 1992 et 1998 avec les équipes de France d'athlétisme chez les catégories de jeunes.
Plus tard, ses qualités de force, de vitesse (capable de courir en moins de 11 secondes sur 100 mètres), font de lui un candidat de choix pour participer à l'équipage de pousseurs, avec Éric le Chanony et Max Robert, destinés à démarrer le bob à quatre français piloté par Bruno Mingeon. Après une médaille de bronze lors des Jeux olympiques d'hiver de 1998 à Nagano, il atteint la consécration mondiale à Cortina d'Ampezzo : après une première médaille de bronze en bob à deux, Hostache et Mingeon remportent avec leurs autres coéquipiers la médaille d'or en bob à quatre, se payant de plus le luxe de remporter les quatre manches.
Après une sixième place obtenue aux Mondiaux de 2000, il s'était vu diagnostiquer un sarcome d'Ewing, forme de cancer. C'est cette maladie qui l'a emporté en 2007, non sans qu'il ait renoué avec la compétition avant les Jeux de 2002 à Salt Lake City.

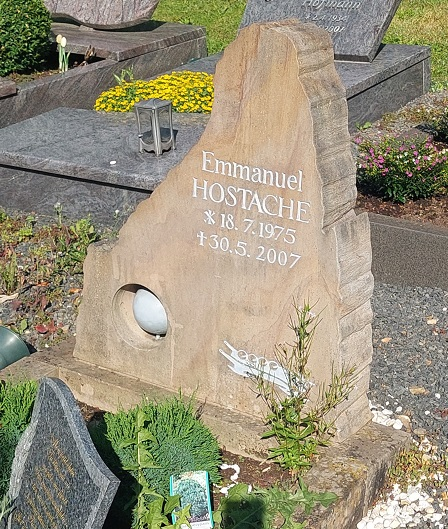
Tombe E.Hostache Burbach/Wahlbach, Allemagne

## Club
- ASPTT Grenoble
- Entente Athlétique Grenoble

## Palmarès
| Année | Compétition           | Lieu              | Epreuve | Résultat |
| ----- | --------------------- | ----------------- | ------- | -------- |
| 1998  | Jeux Olympiques       | Nagano            | Bob à 4 | 3e       |
| 1998  | Jeux Olympiques       | Nagano            | Bob à 2 | 9e       |
| 1999  | Championnats monde    | Cortina d'Ampezzo | Bob à 4 | 1er      |
| 1999  | Championnats monde    | Cortina d'Ampezzo | Bob à 2 | 3e       |
| 2000  | Championnats d'Europe |                   | Bob à 4 | 1er      |
| 2000  | Championnats d'Europe | Bob à 2           | 8e      |          |
| 2002  | Jeux Olympiques       | Salt Lake City    | Bob à 2 | 13e      |

### Coupe du monde de bobsleigh
- 8 podiums

## Records
| Épreuve | Performance | Date            | Lieu     |
| ------- | ----------- | --------------- | -------- |
| Disque  | 53,10 m     | 1er mai 1999    | Grenoble |
| Poids   | 18,02 m     | 30 juillet 1999 | Niort    |